# Звездане стазе: Немезис
Звездане стазе: Немезис (енгл. Star Trek: Nemesis) амерички је научнофантастични филм из 2002. године, режисера Стјуарта Берда. Ово је десети филм серијала Звездане стазе, а четврти и последњи из циклуса у коме су главни ликови протагонисти серије Звездане стазе: Следећа генерација. Радња приказује како Шинзон, ромулански клон Жан-Лика Пикара, преузима власт у Ромуланском царству и планира да на превару преузме Пикаров идентитет и уништи Уједињену Федерацију Планета.
Филм је премијерно приказан 9. децембра 2002. у Лос Анђелесу, док је у америчким биоскопима објављен четири дана касније. Наишао је на углавном негативне рецензије критичара, од којих су га многи сматрали најлошијим филмом у серијалу, и доживео комерцијални неуспех са зарадом од 67 милиона долара широм света у односу на буџет од 60 милиона долара. Планови за наредни филм са глумачком поставом Следеће генерације су отказани, а серијал је настављен рибут филмом Звездане стазе 2009. године. Телевизијска серија Звездане стазе: Пикар, која је почела са приказивањем 2020. године, представља наставак серије Следећа генерација и филма Немезис.

## Радња
На планети Ромул, чланови ромуланског Сената расправљају о условима мира и савезништва са реманским побуњеничким вођом Шинзоном. Реманци су робовска раса у оквиру Ромуланског царства, са суседне планете Рем, и користе се као рудари и топовско месо. Док једна фракција војске подржава Шинзона, претор и Сенат се противе савезу. Након што је предлог одбачен, претор и сенатори бивају дезинтегрисани уређајем остављеним у просторији.
У међувремену, на Земљи, посада свемирског брода Ентерпрајз припрема се да се опрости од нововенчаних официра Вилијама Рајкера и Дијане Трои. Поручник Дејта пева им песму Blue Skies на пријему. На путу ка другој церемонији на Троиној матичној планети, откривају енергетски сигнал на планети Коларус III, близу Ромуланске неутралне зоне. Капетан Жан-Лик Пикар, поручник Ворф и Дејта слећу на планету и откривају остатке андроида налик Дејти, по имену Б-4. Њих тројицу напада локално становништво (за које се испоставља да су Реманци), али успевају да одведу Б-4 са собом, закључујући да је реч о ранијем прототипу који је направио Дејтин творац.
Ентерпрајз добија наређење да крене у дипломатску мисију на Ромул, где је Шинзон преузео власт и изјављује да жели мир са Федерацијом. По доласку, сазнају да је Шинзон заправо Пикаров клон, кога су Ромуланци тајно створили како би инфилтрирали високопозиционираног шпијуна у Федерацију. Пројекат је напуштен док је Шинзон још био дете, те је остављен на Рему да умре као роб. Након много година, постао је вођа Реманаца и конструисао је тешко наоружани ратни брод Скимитар. Посада Ентерпрајза открива да Скимитар емитује ниске нивое смртоносне таларонске радијације – исте оне која је искоришћена да се побију ромулански сенатори. Такође, долази до неочекиваних покушаја приступа компјутерима Ентерпрајза, а Шинзон користи телепатију свог реманског потпретора како би упао у Троин ум.
Докторка Беверли Крашер открива да Шинзон убрзано умире због начина на који је клониран, а једини могући лек је трансфузија Пикарове крви. Шинзон отима Пикара и Б-4, кога је намерно поставио на Колару као мамац. Дејта открива да се заменио са Б-4 и ослободио Пикара. Они закључују да Шинзон планира да искористи Скимитар за напад на Федерацију, употребом таларонског генератора радијације којим би збрисао сав живот на Земљи.
Ентерпрајз жури назад ка територији Федерације, али упада у заседу у Басеновом процепу – региону у којем субсвемирска комуникација није могућа. Упркос помоћи два ромуланска ратна брода, Ентерпрајз бива тешко оштећен. Пикар се намерно судара са Скимитаром, оштећујући оба брода. Шинзон активира таларонско оружје као чин обостраног уништења. Пикар се сам укрцава на Скимитар и убија Шинзона. Пошто транспортери на Ентерпрајзу не раде, Дејта прескаче отворени простор између бродова са транспортером за хитне случајеве, пребацује Пикара са брода и жртвује се како би уништио таларонски генератор и Скимитар са њим. Посада тугује за Дејтом, а преживела ромуланска команданткиња Донатра им изражава захвалност што су спасли Царство.
Назад на Земљи, Пикар се опрашта од Рајкера, који са Трои одлази да преузме команду над бродом Титан. Пикар затим посећује Б-4 и открива да је Дејта, пре него што се укрцао на Скимитар, у њега пренео своја сећања, што му омогућава да на неки начин настави да живи. Док Б-4 почиње да пева Blue Skies, Пикар напушта његову кабину и осмехује се.

## Улоге
| Глумац         | Улога                 |
| -------------- | --------------------- |
| Патрик Стјуарт | Жан-Лик Пикар         |
| Џонатан Фрејкс | Вилијам Рајкер        |
| Брент Спајнер  | поручник Дејта / Б-4  |
| Левар Бартон   | Џорди Ла Форџ         |
| Мајкл Дорн     | поручник Ворф         |
| Гејтс Макфаден | Беверли Крашер        |
| Марина Сиртис  | Дијана Трои           |
| Том Харди      | Шинзон                |
| Рон Перлман    | ремански вицекраљ     |
| Дајна Мајер    | команданткиња Донатра |
| Кејт Малгру    | Кетрин Џејнвеј        |
| Вил Витон      | Весли Крашер          |
| Вупи Голдберг  | Гајинан               |